# Tōru Arakawa
Pour les articles homonymes, voir Arakawa (homonymie).
Sensei Tōru Arakawa (荒川 通, Arakawa Tōru), né en novembre 1932 dans la préfecture de Gifu au Japon et décédé le 20 juin 2015 est un maître de karaté du style wadō-ryū. Il était l'un des rares karatéka classé 9e dan au Japon.

## Historique
Au début des années 1960, il voyage en Europe et en Amérique avec Tatsuo Suzuki et Hajime Takashima afin de populariser le karaté dans les pays occidentaux.

## Sources
- (en) Cet article est partiellement ou en totalité issu de l’article de Wikipédia en anglais intitulé « Toru Arakawa » (voir la liste des auteurs).